# 水戶線
水戶線（日语：／ Mito sen */?）是從栃木縣小山市小山車站出發到茨城縣笠間市友部站的東日本旅客鐵道（JR東日本）的鐵道路線（幹線）。

## 概要
該線路連接了東北本線（宇都宮線）和常磐線，是橫貫北關東的線路之一。小山車站構内以外與常磐線同様使用交流電氣化方式，但小山車站構內是直流電氣化，中性區間設於小山車站與小田林車站之間。因此在這條線路上行駛的列車均為交流及直流兩用電車。
全線根據旅客營業規則都包括在大都市近郊區間的「東京近郊區間」與IC乘車卡「Suica」的首都圈地域內。
此線只有小山站位於栃木縣內，其餘車站全部位於茨城縣內。

### 路線資料
- 管轄（事業類別）：東日本旅客鐵道（第一種鐵道事業者）、日本貨物鐵道（第二種鐵道事業者）
- 路段（營業距離）：小山－友部 50.2公里
- 軌距：1067毫米
- 站數：16個（包括起終點站）
  - 若只限屬於水戶線的車站，排除屬於東北本線的小山站與屬於常磐線的友部站[1]則為14個。
- 複線路段：沒有（全線單線）
- 電氣化路段：小山－友部：交流電20,000V 50Hz、小山站站內：直流電1500V
  - 小山－小田林段設有中性區。
- 運轉指令所（日语：運転指令所）：水戶綜合指令室
- 保安裝置：ATS-P
- 最高速度：95公里/小時

小山站由JR東日本大宮支社，小田林－友部由同社水戶支社管轄，小山－小田林（小山站起計3.1公里，縣道33號線交差附近）為支社邊界。

## 運行形態
所有列車都是普通列車，每小時平均運行1 – 2班列車。大部分是往返於小山車站 - 友部車站之間的列車以及從常磐線水戶車站・勝田車站出發的列車。部分列車自常磐線高萩車站・磐城車站發車。1998年為止，部分列車從小山車站運行至兩毛線的桐生車站 。
列車在2007年3月17日之前，早晨和傍晚的部分列車為7輛編成運行。從18日的時刻表修改後，均改為4・5車輛編成運行。另外，早晨和夜間的部分普通列車不在小田林車站和東結城車站停車。
在日本國有鐵道（國鐵）時代，於1985年3月13日之前曾有急行（1966年3月之前為準急）「筑波嶺」經由上野車站 - 水戶車站·勝田車站及真岡線真岡車站·茂木車站之間並途徑水戶線運行。1968年改為電聯車後，「筑波嶺」便不再行駛至真岡線。而真岡線普通列車行駛至下館車站 - 小山車站則一直持續到1987年分割民營化。

### 臨時列車
於笠間市舉辦陶器市場時從上野車站出發經由常磐線・友部車站運行到笠間車站的臨時快速列車。

自大宮發車，開往磐城的臨時列車。使用車輛是改造自485系 的Joyful Train。過去曾自浦和車站發車。

磐城發車前往日光的臨時列車。夏季使用的名稱，秋季使用的名稱。使用車輛是JR東日本水戶支社的特急用485系6輛。全車指定席。不過2008年7月5日・7月12日曾並未使用而是使用這一名稱運行。

磐城發車前往日光的臨時列車。使用485系列車。

磐城發車前往桐生的臨時列車。使用JR東日本水戶支社的特急用485系6輛列車運行。過去曾自大津港車站及高萩車站始發運行。

磐城發車前往黒磯的臨時列車。使用JR東日本水戶支社的特急用485系4輛列車運行。全車指定席。

磐城發車前往桐生的臨時列車。使用JR東日本水戶支社的特急用485系6輛列車運行。全車指定席。

## 使用車輛
使用配置在勝田車輛中心的列車，與常磐線普通列車共通使用。
2006年8月26日到2007年3月17日為止，曾臨時使用E531系5輛編成，每天往返共計運行12班次。自18日修改時刻表開始，開始使用415系1500番台和E501系運行。E501系自時刻表修改前的2007年2月27日開始使用。
2017年起，因應東北本線黑磯-新白河路段運用更改為勝田車輛中心所屬的E531系電車行駛，上述的列車即是經由水戶線往返勝田與黑磯。
2019年3月16日時刻改正後，E501系退出水戶線運用，自此全數改由E531系行駛。

### 現在使用車輛
均使用電聯車運行。
- E531系（5輛編成）
  - 2015年2月1日開始使用，投入初期僅在415系1500番台、E501系檢修時替代行駛。
  - 2019年3月時刻改正後，完全由本型車營運。

### 過去使用車輛
- 蒸汽機車
  - 8620形 - 小山機關區所属
  - C58形 - 小山機關區所属
- 電力機車
  - EF80形 - 勝田電車區所属。
- 客車
  - オハ35系・スハ43系 – 設有貨物車和郵政車。1982年11月14日停止使用。
- 內燃動車組
  - キハ11形・キハ17形
  - キハ20形・キハ25形
  - キハ45形
  - キハ28形
- 電聯車
  - 403系 - 2007年3月廢車。
  - 415系 - 2016年3月26日廢車。
  - E501系 - 2007年2月27日開始營運，2019年3月時刻改正後退出本路線。

## 歷史
水戶線於1889年（明治22年）開業。當時的運營公司是水戶鐵道，運行區間是小山車站 - 水戶車站。這是第一條到達水戶的鐵路。水戶鐵道於1892年（明治25年）被日本鐵道收購，變為該公司的支線，1895年（明治28年），海岸線（現在的常磐線）延伸至土浦到友部區間，友部車站 - 水戶車站之間的鐵路實際變為其一部分。
日本鐵道於1906年（明治39年）根據鐵道國有法被收購進行國有化，旧水戶鐵道區間也被被編入官設鐵道。1909年（明治42年），線路名称制定時，旧水戶鐵道區間中友部車站 - 水戶車站區間被編入常磐線，小山車站 - 友部車站區間改為水戶線。之後水戶線從未進行過區間表示及線名的変更。這是極少見的情況，同様的例子只有日光線和西日本旅客鐵道（JR西日本）的草津線及櫻井線。水戶線這一名稱是來自於該線路曾是水戶鐵道的線路，然而其雖名為水戶線卻不通過水戶車站和水戶市區。

### 年表
- 1889年（明治22年）
  - 1月16日：水戶鐵道小山車站 - 水戶車站區間開業。結城車站・下館車站・岩瀬車站・笠間車站・太田町車站・内原車站[* 1]・水戶車站[* 1]開業。
  - 4月16日：伊佐山車站開業。
  - 5月25日：伊佐山車站改名為川島車站，太田町車站改名為宍户車站。
- 1890年（明治23年）12月1日：福原車站開業[* 1]。
- 1892年（明治25年）3月1日：水戶鐵道被日本鐵道收購。
- 1894年（明治27年）1月4日：赤塚車站開業[* 1]。
- 1895年（明治28年）
  - 7月1日：友部車站開業。
  - 9月25日：新治車站開業。
- 1898年（明治31年）5月8日：稻田車站開業。
- 1904年（明治37年）4月1日：羽黑車站開業。當時是貨物站。
- 1906年（明治39年）11月1日：日本鐵道國有化，改為官設鐵道。
- 1909年（明治42年）10月12日：因國有鐵道線路名称制定，小山車站 - 友部車站區間改為水戶線，友部車站 - 水戶車站區間改為常磐線。
- 1910年（明治43年）7月20日：羽黑車站開始客運服務。
- 1937年（昭和12年）12月1日：東結城車站開業。
- 1941年（昭和16年）8月10日：東結城車站停止營業。
- 1950年（昭和25年）8月23日：間間田車站 - 結城車站之間的短絡線（小山車站構内）開通。
- 1955年（昭和30年）4月1日：小田林車站開業。東結城車站恢復营業。
- 1967年（昭和42年）2月1日：全線電氣化。
- 1970年（昭和45年）2月25日：全線導入列車集中制御装置（CTC）。
- 1987年（昭和62年）4月1日：因國鐵分割民營化，由東日本旅客鐵道継承。日本貨物鐵道改為第二種鐵道事業者。
- 1988年（昭和63年）6月20日：玉戶車站和大和車站開業。
- 2009年（平成21年）1月16日：全線開始使用 ATS-P [4]。
- 2009年（平成21年）3月14日：小田林車站- 宍户車站區間的各車站開始使用發車音樂，同時更新廣播器材。
- 2011年（平成23年）
  - 3月11日：受東北地方太平洋沖地震影響，全線暫停運行。
  - 4月7日：以臨時時刻表恢復全線運行[5]。
  - 4月17日：以通常時刻表恢復運行。
- 2014年（平成26年）3月15日：部分列车通过的小田林车站和东结城车站改为所有列车停靠。

1. 1 2 3 4  於1909年10月12日路線名称設定後改為常磐線的車站。

## 車站列表
- 站名 … ◇：貨物處理站（沒有定期貨物列車到發）
- 軌道（全線單線） … ◇・∨：可進行列車交會、｜：不可進行列車交會
- 所有列車普通列車。

| 電氣化方式 | 中文站名 | 日文站名 | 英文站名 | 站間營業距離 | 累計營業距離 | 接續路線                                                     | 軌道 | 所在地        | 所在地        |
| ---------- | -------- | -------- | -------- | ------------ | ------------ | ------------------------------------------------------------ | ---- | ------------- | ------------- |
| 直流       | 小山◇    |          |          | -            | 0.0          | 東日本旅客鐵道： 東北新幹線、■東北本線（ 宇都宮線）、■兩毛線 | ∨    | 栃木縣 小山市 | 栃木縣 小山市 |
| 交流       | 小田林   |          |          | 4.9          | 4.9          |                                                              | ｜   | 茨城縣        | 結城市        |
| 交流       | 結城     |          |          | 1.7          | 6.6          |                                                              | ◇    | 茨城縣        | 結城市        |
| 交流       | 東結城   |          |          | 1.7          | 8.3          |                                                              | ｜   | 茨城縣        | 結城市        |
| 交流       | 川島◇    |          |          | 2.1          | 10.4         |                                                              | ◇    | 茨城縣        | 筑西市        |
| 交流       | 玉戶     |          |          | 2.1          | 12.5         |                                                              | ｜   | 茨城縣        | 筑西市        |
| 交流       | 下館◇    |          |          | 3.7          | 16.2         | 真岡鐵道：真岡線 關東鐵道：常總線                            | ◇    | 茨城縣        | 筑西市        |
| 交流       | 新治     |          |          | 6.1          | 22.3         |                                                              | ◇    | 茨城縣        | 筑西市        |
| 交流       | 大和     |          |          | 3.6          | 25.9         |                                                              | ｜   | 茨城縣        | 櫻川市        |
| 交流       | 岩瀨     |          |          | 3.7          | 29.6         |                                                              | ◇    | 茨城縣        | 櫻川市        |
| 交流       | 羽黑     |          |          | 3.2          | 32.8         |                                                              | ◇    | 茨城縣        | 櫻川市        |
| 交流       | 福原     |          |          | 4.2          | 37.0         |                                                              | ◇    | 茨城縣        | 笠間市        |
| 交流       | 稻田     |          |          | 3.1          | 40.1         |                                                              | ◇    | 茨城縣        | 笠間市        |
| 交流       | 笠間     |          |          | 3.2          | 43.3         |                                                              | ◇    | 茨城縣        | 笠間市        |
| 交流       | 宍戶     |          |          | 5.2          | 48.5         |                                                              | ｜   | 茨城縣        | 笠間市        |
| 交流       | 友部◇    |          |          | 1.7          | 50.2         | 東日本旅客鐵道：■常磐線（直通至水戶方向）                    | ◇    | 茨城縣        | 笠間市        |

1. ↑  包括 湘南新宿線、上野東京線。
2. ↑  包括上野東京線。

### 過去的接續路線
- 岩瀨站：筑波線（日语：筑波鉄道筑波線）
- 笠間站：笠間稻荷軌道（日语：笠間人車軌道）

## 乘車人員
根據JR東日本：各駅の乗車人員
| 排名 | 2010年度 | 2010年度          | 2009年度 | 2009年度          | 2008年度 | 2008年度          | 2007年度 | 2007年度          | 2006年度 | 2006年度          |
| 排名 | 車站名   | 一日平均 乘車人數 | 車站名   | 一日平均 乘車人數 | 車站名   | 一日平均 乘車人數 | 車站名   | 一日平均 乘車人數 | 車站名   | 一日平均 乘車人數 |
| ---- | -------- | ----------------- | -------- | ----------------- | -------- | ----------------- | -------- | ----------------- | -------- | ----------------- |
| 1    | 小山車站 | 20,854人          | 小山車站 | 20,952人          | 小山車站 | 21,449人          | 小山車站 | 21,440人          | 小山車站 | 21,326人          |
| 2    | 友部車站 | 3,501人           | 友部車站 | 3,573人           | 友部車站 | 3,705人           | 下館車站 | 3,727人           | 下館車站 | 3,737人           |
| 3    | 下館車站 | 3,450人           | 下館車站 | 3,548人           | 下館車站 | 3,686人           | 友部車站 | 3,658人           | 友部車站 | 3,569人           |
| 4    | 結城車站 | 2,189人           | 結城車站 | 2,219人           | 結城車站 | 2,333人           | 結城車站 | 2,371人           | 結城車站 | 2,424人           |
| 5    | 笠間車站 | 1,406人           | 笠間車站 | 1,474人           | 笠間車站 | 1,547人           | 笠間車站 | 1,566人           | 笠間車站 | 1,642人           |
| 6    | 岩瀨車站 | 1,075人           | 岩瀨車站 | 1,071人           | 岩瀨車站 | 1,112人           | 岩瀨車站 | 1,153人           | 岩瀨車站 | 1,189人           |
| 7    | 川島車站 | 832人             | 川島車站 | 886人             | 川島車站 | 970人             | 川島車站 | 966人             | 川島車站 | 996人             |
| 8    | 玉戶車站 | 770人             | 玉戶車站 | 811人             | 玉戶車站 | 816人             | 玉戶車站 | 837人             | 玉戶車站 | 838人             |
| 9    | 羽黑車站 | 755人             | 羽黑車站 | 709人             | 新治車站 | 793人             | 羽黑車站 | 788人             | 羽黑車站 | 824人             |
| 10   | 新治車站 | 672人             | 新治車站 | 698人             | 羽黑車站 | 765人             | 新治車站 | 785人             | 新治車站 | 803人             |
| 11   | 宍戶車站 | 501人             | 宍戶車站 | 513人             | 宍戶車站 | 522人             | 宍戶車站 | 529人             | 宍戶車站 | 567人             |
| 12   | 稻田車站 | 232人             | 稻田車站 | 252人             | 稻田車站 | 269人             | 稻田車站 | 250人             | 稻田車站 | 259人             |
| 13   | 福原車站 | 173人             | 福原車站 | 181人             | 福原車站 | 176人             | 福原車站 | 174人             | 福原車站 | 195人             |

| 排名 | 2005年度 | 2005年度          | 2004年度 | 2004年度          | 2003年度 | 2003年度          | 2002年度 | 2002年度          | 2001年度 | 2001年度          | 2000年度 | 2000年度          |
| 排名 | 車站名   | 一日平均 乘車人數 | 車站名   | 一日平均 乘車人數 | 車站名   | 一日平均 乘車人數 | 車站名   | 一日平均 乘車人數 | 車站名   | 一日平均 乘車人數 | 車站名   | 一日平均 乘車人數 |
| ---- | -------- | ----------------- | -------- | ----------------- | -------- | ----------------- | -------- | ----------------- | -------- | ----------------- | -------- | ----------------- |
| 1    | 小山車站 | 21,375人          | 小山車站 | 21,458人          | 小山車站 | 21,625人          | 小山車站 | 21,713人          | 小山車站 | 22,189人          | 小山車站 | 22,310人          |
| 2    | 下館車站 | 3,928人           | 下館車站 | 4,027人           | 下館車站 | 4,129人           | 下館車站 | 4,261人           | 下館車站 | 4,450人           | 下館車站 | 4,530人           |
| 3    | 友部車站 | 3,615人           | 友部車站 | 3,614人           | 友部車站 | 3,578人           | 友部車站 | 3,649人           | 友部車站 | 3,781人           | 友部車站 | 3,903人           |
| 4    | 結城車站 | 2,483人           | 結城車站 | 2,527人           | 結城車站 | 2,635人           | 結城車站 | 2,782人           | 結城車站 | 2,947人           | 結城車站 | 3,022人           |
| 5    | 笠間車站 | 1,644人           | 笠間車站 | 1,718人           | 笠間車站 | 1,754人           | 笠間車站 | 1,845人           | 笠間車站 | 1,907人           | 笠間車站 | 1,894人           |
| 6    | 岩瀨車站 | 1,281人           | 岩瀨車站 | 1,317人           | 岩瀨車站 | 1,327人           | 岩瀨車站 | 1,308人           | 岩瀨車站 | 1,412人           | 岩瀨車站 | 1,448人           |
| 7    | 川島車站 | 987人             | 川島車站 | 1,008人           | 川島車站 | 1,017人           | 川島車站 | 1,066人           | 川島車站 | 1,151人           | 川島車站 | 1,235人           |
| 8    | 玉戶車站 | 851人             | 新治車站 | 882人             | 新治車站 | 925人             | 新治車站 | 970人             | 新治車站 | 1,052人           | 新治車站 | 1,066人           |
| 9    | 新治車站 | 837人             | 玉戶車站 | 865人             | 玉戶車站 | 853人             | 玉戶車站 | 874人             | 玉戶車站 | 869人             | 玉戶車站 | 877人             |
| 10   | 羽黑車站 | 820人             | 羽黑車站 | 819人             | 羽黑車站 | 818人             | 羽黑車站 | 798人             | 羽黑車站 | 822人             | 羽黑車站 | 815人             |
| 11   | 宍戶車站 | 585人             | 宍戶車站 | 582人             | 宍戶車站 | 599人             | 宍戶車站 | 621人             | 宍戶車站 | 643人             | 宍戶車站 | 686人             |
| 12   | 稻田車站 | 271人             | 稻田車站 | 275人             | 稻田車站 | 282人             | 稻田車站 | 284人             | 稻田車站 | 302人             |          |                   |
| 13   | 福原車站 | 198人             | 福原車站 | 212人             | 福原車站 | 229人             | 福原車站 | 239人             | 福原車站 | 261人             |          |                   |